# کوه آلورنیا
کوه آلورنیا (به لاتین: Mount Alvernia) یک کوه در باهاما است که در جزیره کت، باهاما واقع شده‌است. کوه آلورنیا ۶۳ متر بالاتر از سطح دریا واقع شده‌است.